# Registerkarte

Registerkarten unter Windows 2000

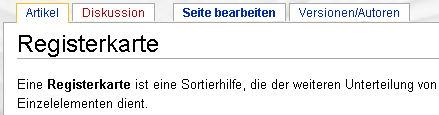
HTML-Seite mit Registerkarten

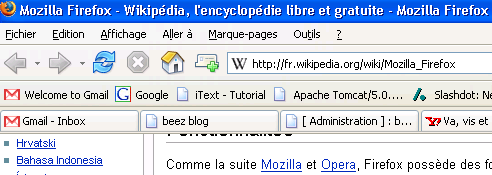
Webbrowser mit Registerkarten

Eine Registerkarte, auch Reiter oder Tab genannt, ist ein Steuerelement einer grafischen Benutzeroberfläche, das einem Registerblatt aus Aktenschränken nachempfunden wurde.

## Verwendung
Registerkarten dienen dazu, Informationen und Eingabefelder eines Programmfensters auf mehreren hintereinander liegenden Dialogfeldern anzuordnen. Dabei befindet sich immer ein Dialogfeld im Vordergrund. Durch Anklicken des entsprechenden Reiters wird eine andere Registerkarte in den Vordergrund geholt, wobei die Informationen und gegebenenfalls getätigten Einstellungen auf den vorher genutzten Registerkarten bestehen bleiben.
Inzwischen werden Registerkarten nicht mehr nur für Dialogfelder eingesetzt. Sie dienen auch als Navigationselement in HTML-Seiten.
Als Alternative zu den Unterfenstern in MDI-Programmen werden sie heutzutage insbesondere von Webbrowsern zur Darstellung und gleichzeitigen Haltung von mehreren Webseiten innerhalb eines einzelnen Fensters verwendet. Diese Art der Bedienung nennt man auch Registernavigation oder Tabbed Browsing.
Gegenüber den freier positionierbaren und in der Größe individuell veränderbaren MDI-Fenstern stellen Registerkarten zunächst eine Einschränkung dar. Der Vorteil liegt aber in einer verbesserten Übersicht. Der Benutzer kann so die Registerseiten mit Hilfe der auf der Registerleiste angeordneten Reiter gezielt ansteuern.
Einige neuere Anwendungen, insbesondere einige moderne Texteditoren, versuchen inzwischen, die Vorteile von MDI-Fenstern und Registerkarten zu kombinieren. Dazu wird der Bereich, in dem die Registerkarten angezeigt werden, unterteilbar gemacht, sodass mehrere Registerkarten nebeneinander geöffnet werden können. Dadurch können beispielsweise die Inhalte unterschiedlicher Registerkarten einfacher verglichen werden. Einige Beispiele hierfür sind Notepad++ und Microsoft Visual Studio.
Eine Fensterregisterkarte ist ein Element der Benutzeroberfläche, mit dem man in einem einzigen Fenster zwischen mehreren Dokumenten navigieren kann. Anstelle einer einzelnen Titelleiste kann ein Fenster mit Registerkarten oben mehrere Registerkarten enthalten. Durch Klicken auf eine der Registerkarten wird der Inhalt des entsprechenden Dokuments angezeigt.
Nach ISO 9241 dürfen Registerkarten keine weiteren Registerkartengruppen enthalten.
Registerkarten sind in Webbrowsern zu einer allgemeinen Funktion geworden, da sie es ermöglichen, mehrere Webseiten zu öffnen, ohne den Bildschirm zu überladen. Die Registerkarten-Dokumentschnittstelle ist auch in anderen Programmen wie Adobe Photoshop und Finder von macOS geworden. Während Fenster mit Registerkarten ein übersichtlicheres Erscheinungsbild erzeugen, besteht der Nachteil darin, dass sie jeweils nur den Inhalt einer Registerkarte anzeigen können. Daher kann man in einigen Programmen auf eine Registerkarte klicken und diese ziehen, um ein neues Fenster aus der Registerkarte zu erstellen.